# Abutilon pictum
El farolito japonés (Abutilon pictum)  es una especie nativa de Argentina, Brasil, Paraguay y Uruguay.

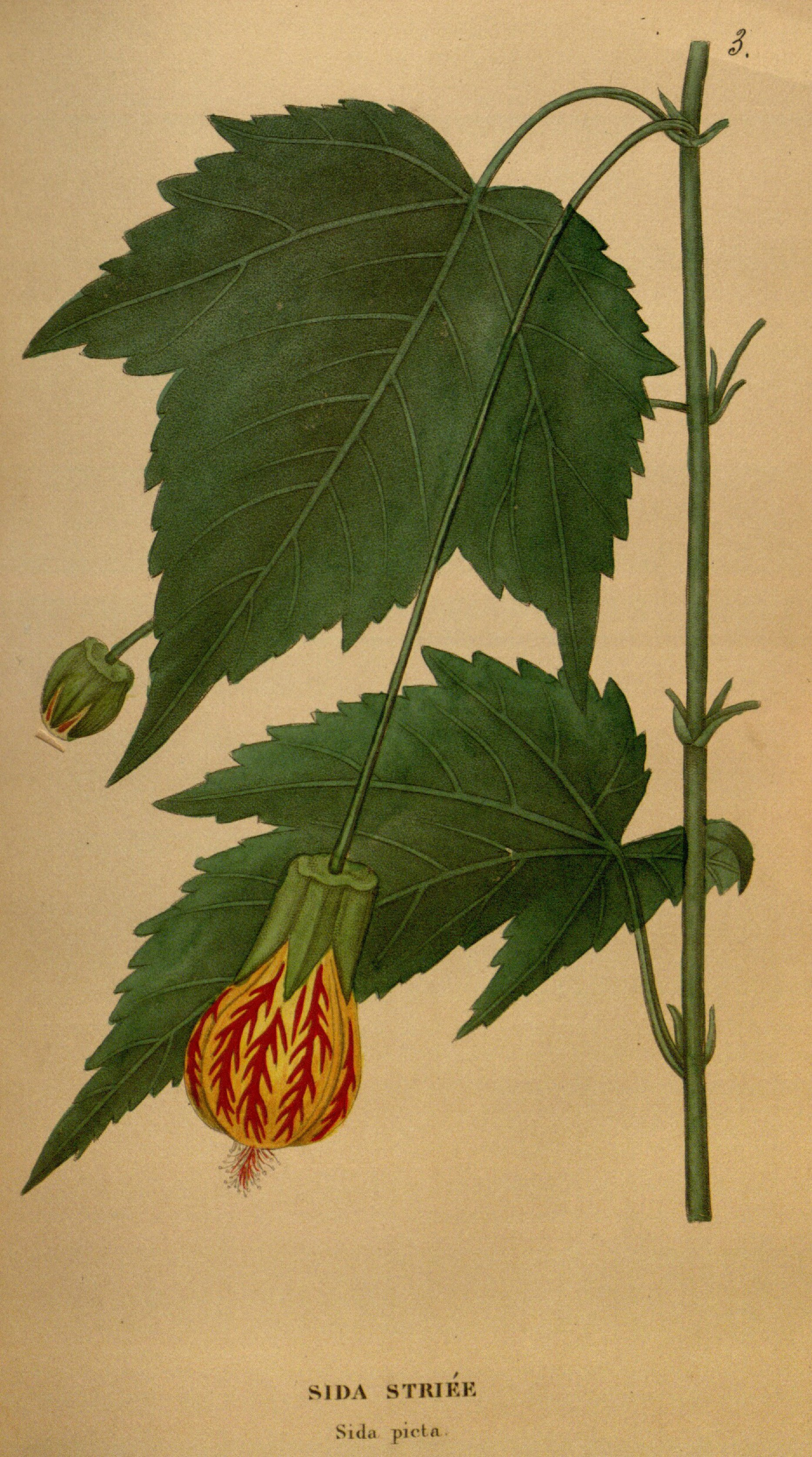
Ilustración

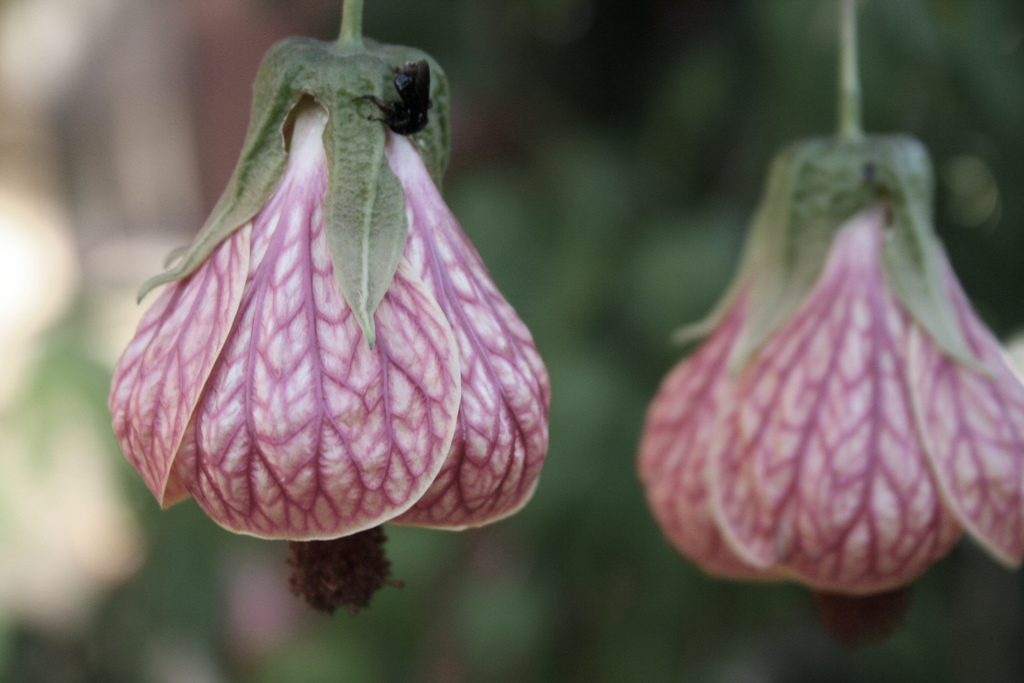
Flores

## Descripción
Es un arbusto perenne comúnmente de 1 a 3 m de altura, pero puede llegar hasta los 5 m. El diámetro de la planta puede llegar hasta los 3 m. Las hojas son caducas, de color verde profundo, manchadas de amarillo, un tamaño de 5 a 15 cm de largo y 3 a 5 (raramente 7) lóbulos. Las flores son amarillas a rojas, con venaciones rojo oscuras. Presentan 5 pétalos de 2 a 4 cm de largo. Florece prolongadamente entre la primavera y el otoño.
Es una planta ornamental popular en jardines subtropicales, y se ha naturalizado en Centroamérica.

## Taxonomía
Abutilon pictum fue descrita por Asa Gray y publicado en Repertorium Botanices Systematicae. 1: 324. 1842.
Etimología
Abutilon: nombre genérico que podría derivar del árabe abu tilun,  nombre de la "malva índica".
pictum: epíteto latíno que significa "pintado"
Sinonimia
- Abutilon pleniflorum N.E.Br.
- Abutilon pseudostriatum Hochr.
- Abutilon striatum Dicks. ex Lindl.
- Abutilon striatum f. palmatifidum Ekman
- Abutilon thompsonii H.J.Veitch
- Abutilon thompsonii André
- Abutilon venosum Lem.
- Abutilon venosum var. brevicalyx K.Schum.
- Abutilon venosum var. lanatum K.Schum.
- Sida picta Gillies ex Hook.
- Sida striata (Dicks. ex Lindl.) D. Dietr.
- Sida venosa A.Dietr.[4]